# شیاح
شیاح یا چیاح (به عربی: الشیاح) در حومه جنوب بیروت، پایتخت لبنان است و بخشی از بیروت بزرگ محسوب می‌شود.

## جمعیت‌شناسی
پیش از دهه ۱۹۶۰، شیه شهری عمدتاً مسیحی با اقلیت قابل توجه شیعه بود، اما جمعیت مسلمانان شیعه این شهرها به دلیل مهاجرت به سرعت افزایش یافت.